# Pallavolo ai Giochi della XXXII Olimpiade - Convocazioni alle qualificazioni al torneo femminile (CEV)
Elenco della giocatrici convocate per le qualificazioni europee ai Giochi della XXXII Olimpiade.

## Azerbaigian
| N° | Nome                 | Ruolo | Data di nascita  | Squadra       |
| -- | -------------------- | ----- | ---------------- | ------------- |
| -  | Vasif Talibov        | All   | -                | -             |
| 3  | Anastasija Artem'eva | O     | 4 dicembre 1989  | Carthage      |
| 4  | Nelli Salbishvili    | S     | 17 giugno 1999   | Azərreyl      |
| 6  | Ayşən Əbdüləzimova   | C     | 11 aprile 1993   | Vasas         |
| 8  | Jelyzaveta Ruban     | S     | 3 marzo 1995     | Leningradka   |
| 10 | Nikalina Bashnakova  | S     | 29 marzo 1998    | Sarıyer       |
| 14 | Krystsina Yagubova   | P     | 13 febbraio 1996 | Viesti Salo   |
| 16 | Iuliia Karimova      | L     | 7 febbraio 1988  | Maccabi Haifa |
| 17 | Polina Rahimova      | S/O   | 5 giugno 1990    | Bauru         |
| 18 | Shafagat Alishanova  | P     | 3 agosto 1991    | Radomka       |
| 19 | Bəyaz Əliyeva        | L     | 9 giugno 1990    | Azərreyl      |
| 20 | Marharyta Stepanenko | S     | 25 aprile 1993   | PTPS          |
| 21 | Kseniya Pavlenko     | C     | 30 agosto 1993   | Viesti Salo   |
| 22 | Maryia Kiryliuk      | C     | 16 febbraio 1995 | Azərreyl      |

## Belgio
| N° | Nome               | Ruolo | Data di nascita   | Squadra         |
| -- | ------------------ | ----- | ----------------- | --------------- |
| -  | Gert Vande Broek   | All   | 28 febbraio 1967  | -               |
| 2  | Britt Herbots      | S     | 24 settembre 1999 | UYBA            |
| 4  | Nathalie Lemmens   | C     | 12 marzo 1995     | Wiesbaden       |
| 7  | Celine Van Gestel  | S     | 7 novembre 1997   | MTV Stoccarda   |
| 8  | Kaja Grobelna      | O     | 4 gennaio 1995    | Chieri '76      |
| 10 | Dominika Sobolska  | C     | 3 dicembre 1991   | Aydın BB        |
| 11 | Britt Ruysschaert  | L     | 27 maggio 1994    | Antwerp         |
| 13 | Marlies Janssens   | C     | 4 giugno 1997     | Asterix Avo     |
| 15 | Jutta van de Vyver | P     | 11 giugno 1996    | Asterix Avo     |
| 16 | Karolina Goliat    | O     | 25 ottobre 1996   | Marcq-en-Barœul |
| 17 | Ilka van de Vyver  | P     | 26 gennaio 1993   | Târgoviște      |
| 19 | Silke Van Avermaet | C     | 2 giugno 1999     | Asterix Avo     |
| 20 | Jodie Guilliams    | S     | 26 aprile 1997    | Vilsbiburg      |
| 21 | Manon Stragier     | S     | 12 marzo 1999     | Asterix Avo     |
| 22 | Anna Valkenborg    | L     | 4 gennaio 1998    | Asterix Avo     |

## Bulgaria
| N° | Nome                | Ruolo | Data di nascita  | Squadra          |
| -- | ------------------- | ----- | ---------------- | ---------------- |
| -  | Ivan Petkov         | All   | 18 ottobre 1976  | -                |
| 1  | Gergana Dimitrova   | S     | 28 febbraio 1996 | PTT              |
| 2  | Nasja Dimitrova     | C     | 6 novembre 1992  | PTT              |
| 3  | Kristiana Petrova   | L     | 13 luglio 1997   | Levski Sofia     |
| 7  | Lora Kitipova       | P     | 19 maggio 1991   | Marica           |
| 8  | Petja Barakova      | P     | 18 giugno 1994   | Volero Le Cannet |
| 10 | Mira Todorova       | C     | 12 aprile 1994   | RC Cannes        |
| 11 | Hristina Ruseva     | C     | 1º ottobre 1991  | Marica           |
| 12 | Marija Karakaševa   | S     | 27 ottobre 1988  | Dinamo Bucarest  |
| 14 | Aleksandra Milanova | S     | 4 luglio 2001    | Marica           |
| 15 | Žana Todorova       | L     | 6 gennaio 1997   | Marica           |
| 16 | Elica Vasileva      | S     | 13 maggio 1990   | AGIL             |
| 18 | Silvana Čauševa     | S     | 19 maggio 1995   | Soverato         |
| 20 | Marija Krivošijska  | C     | 6 settembre 2001 | Kazanlăk         |
| 23 | Vangelija Račkovska | S     | 19 luglio 1997   | Levski Sofia     |

## Croazia
| N° | Nome               | Ruolo | Data di nascita   | Squadra               |
| -- | ------------------ | ----- | ----------------- | --------------------- |
| -  | Daniele Santarelli | All   | 8 giugno 1981     | Imoco                 |
| 1  | Rene Sain          | L     | 23 aprile 1997    | Știința Bacău         |
| 3  | Ema Strunjak       | C     | 24 settembre 1999 | Wealth Planet Perugia |
| 4  | Božana Butigan     | C     | 19 agosto 2000    | HAOK Mladost          |
| 5  | Nikolina Božičević | L     | 14 gennaio 1995   | Kuusamon              |
| 8  | Katarina Pavičić   | S     | 17 maggio 1999    | HAOK Mladost          |
| 9  | Lucija Mlinar      | S     | 6 maggio 1995     | Dresdner              |
| 10 | Matea Ikić         | S     | 25 maggio 1989    | Kuzeyboru             |
| 11 | Sanja Popović      | O     | 31 maggio 1984    | Alba-Blaj             |
| 12 | Beta Dumančić      | C     | 26 marzo 1991     | Schweriner            |
| 13 | Samanta Fabris     | O     | 8 febbraio 1992   | Dinamo-Kazan          |
| 14 | Martina Šamadan    | C     | 11 settembre 1993 | MTV Stoccarda         |
| 15 | Bernarda Brčić     | P     | 12 maggio 1991    | ASPTT Mulhouse        |
| 17 | Lea Deak           | L     | 27 aprile 2000    | HAOK Mladost          |
| 18 | Lara Vukasović     | C/O   | 10 novembre 1994  | Casalmaggiore         |

## Germania
| N° | Nome                | Ruolo | Data di nascita   | Squadra         |
| -- | ------------------- | ----- | ----------------- | --------------- |
| -  | Felix Koslowski     | All   | 18 marzo 1984     | Schweriner      |
| 3  | Denise Hanke        | P     | 31 agosto 1989    | Schweriner      |
| 5  | Jana Franziska Poll | S     | 7 maggio 1988     | VolAlto Caserta |
| 6  | Jennifer Geerties   | S     | 5 aprile 1994     | Imoco           |
| 8  | Kimberly Drewniok   | O     | 11 agosto 1997    | Schweriner      |
| 10 | Lena Stigrot        | S     | 20 dicembre 1994  | Dresdner        |
| 11 | Louisa Lippmann     | O     | 23 settembre 1994 | Shanghai        |
| 12 | Hanna Orthmann      | S     | 10 ottobre 1998   | Pro Victoria    |
| 14 | Marie Schölzel      | C     | 1º agosto 1997    | Schweriner      |
| 15 | Lena Möllers        | P     | 6 gennaio 1990    | Vilsbiburg      |
| 16 | Linda Bock          | L     | 27 maggio 2000    | Münster         |
| 17 | Anna Pogany         | L     | 21 luglio 1994    | Schweriner      |
| 19 | Ivana Vanjak        | S     | 30 maggio 1995    | Münster         |
| 21 | Camilla Weitzel     | C     | 11 giugno 2000    | Dresdner        |
| 22 | Lisa Gründing       | S     | 2 dicembre 1991   | Potsdam         |

## Paesi Bassi
| N° | Nome              | Ruolo | Data di nascita   | Squadra           |
| -- | ----------------- | ----- | ----------------- | ----------------- |
| -  | Giovanni Caprara  | All   | 7 novembre 1962   | San Casciano      |
| 1  | Kirsten Knip      | L     | 14 settembre 1992 | Alba-Blaj         |
| 3  | Yvon Beliën       | C     | 28 dicembre 1993  | Galatasaray       |
| 4  | Celeste Plak      | S/O   | 26 ottobre 1995   | Aydın BB          |
| 5  | Robin de Kruijf   | C     | 5 maggio 1991     | Imoco             |
| 6  | Maret Grothues    | S     | 16 settembre 1988 | Aydın BB          |
| 7  | Juliët Lohuis     | C     | 10 settembre 1996 | MTV Stoccarda     |
| 8  | Floortje Meijners | S     | 16 gennaio 1987   | Pro Victoria      |
| 9  | Myrthe Schoot     | L     | 29 agosto 1988    | Vilsbiburg        |
| 10 | Lonneke Slöetjes  | O     | 15 novembre 1990  | Savino Del Bene   |
| 11 | Anne Buijs        | S     | 2 dicembre 1991   | Türk Hava Yolları |
| 12 | Britt Bongaerts   | P     | 3 novembre 1996   | Schweriner        |
| 14 | Laura Dijkema     | P     | 18 febbraio 1990  | San Casciano      |
| 19 | Nika Daalderop    | S     | 29 novembre 1998  | San Casciano      |
| 22 | Nicole Koolhaas   | C/O   | 31 gennaio 1991   | Yeşilyurt         |

## Polonia
| N° | Nome                  | Ruolo | Data di nascita  | Squadra         |
| -- | --------------------- | ----- | ---------------- | --------------- |
| -  | Jacek Nawrocki        | All   | 20 agosto 1965   | -               |
| 2  | Anna Stencel          | C     | 28 agosto 1995   | Pałac Bydgoszcz |
| 3  | Klaudia Alagierska    | C     | 2 gennaio 1996   | ŁKS             |
| 5  | Agnieszka Kąkolewska  | C     | 17 ottobre 1994  | Savino Del Bene |
| 6  | Martyna Łukasik       | O     | 26 novembre 1999 | Chemik Police   |
| 8  | Maria Stenzel         | L     | 25 aprile 1998   | Budowlani Łódź  |
| 9  | Magdalena Stysiak     | S/O   | 3 dicembre 2000  | Savino Del Bene |
| 11 | Monika Jagła          | L     | 4 gennaio 2000   | Pałac Bydgoszcz |
| 14 | Joanna Wołosz         | P     | 7 aprile 1990    | Imoco           |
| 15 | Aleksandra Wójcik     | S     | 3 gennaio 1994   | ŁKS             |
| 16 | Natalia Kurnikowska   | S     | 13 gennaio 1992  | Chemik Police   |
| 17 | Malwina Smarzek       | O     | 3 giugno 1996    | Bergamo         |
| 19 | Monika Fedusio        | S     | 6 novembre 1999  | Pałac Bydgoszcz |
| 20 | Marlena Pleśnierowicz | P     | 9 gennaio 1992   | Chemik Police   |
| 23 | Zuzanna Górecka       | S     | 10 aprile 2000   | AGIL            |

## Turchia
| N° | Nome              | Ruolo | Data di nascita   | Squadra           |
| -- | ----------------- | ----- | ----------------- | ----------------- |
| -  | Giovanni Guidetti | All   | 20 settembre 1972 | VakıfBank         |
| 2  | Simge Aköz        | L     | 23 aprile 1991    | Eczacıbaşı        |
| 3  | Cansu Özbay       | P     | 17 ottobre 1996   | VakıfBank         |
| 5  | Şeyma Ercan       | S     | 5 luglio 1994     | Türk Hava Yolları |
| 7  | Hande Baladın     | S     | 1º settembre 1997 | Eczacıbaşı        |
| 9  | Meliha İsmailoğlu | S     | 17 settembre 1993 | VakıfBank         |
| 11 | Naz Aydemir       | P     | 14 agosto 1990    | Fenerbahçe        |
| 13 | Meryem Boz        | O     | 3 febbraio 1988   | Aydın BB          |
| 14 | Eda Erdem         | C     | 22 febbraio 1987  | Fenerbahçe        |
| 18 | Zehra Güneş       | C     | 7 luglio 1999     | VakıfBank         |
| 19 | Aslı Kalaç        | C     | 13 dicembre 1995  | Galatasaray       |
| 21 | Fatma Yıldırım    | S     | 3 gennaio 1990    | Fenerbahçe        |
| 95 | Ayça Aykaç        | L     | 27 febbraio 1996  | Yeşilyurt         |
| 98 | Tuğba Şenoğlu     | S     | 2 febbraio 1998   | Yeşilyurt         |
| 99 | Ebrar Karakurt    | S/O   | 17 gennaio 2000   | VakıfBank         |